# Doppia corda
Per doppie corde si intende la messa in vibrazione contemporanea di due corde contigue per mezzo dell'archetto.
Lo sfregamento dei crini sulle corde con gli archetti moderni non consente di metter in vibrazione più di due corde contemporaneamente.
Negli strumenti rinascimentali e protobarocchi della famiglia delle lire, il ponticello molto meno arcuato che negli altri strumenti ad arco consente di eseguire accordi anche su tre corde.